# Poloszkó
Poloszkó (szlovákul: Ploské) község Szlovákiában, a Besztercebányai kerületben, a Nagyrőcei járásban.

## Fekvése
Nagyrőcétől 16 km-re délnyugatra, a Turóc-patak partján fekszik.

## Története
A település a 14. század közepén keletkezett, 1413-ban „Palazka” néven említik először. 1450-ben „Polozka”, 1563-ban „Plosky”, 1571-ben „Ploskie”, 1590-ben „Ploskuo”, 1600-ban „Polosko”, 1620-ban „Ploszka” alakban szerepel az írott forrásokban.
A Derencsényi család birtoka volt, akik 1427-ben 11 portát birtokoltak a faluban. A 16. század végétől több nemesi család tulajdonában állt. 1773-ban 19 munkás és 3 zsellércsalád lakta.
A 18. század végén Vályi András így ír róla: „POLOSZKA. Tót falu Gömör Vármegyében, földes Ura Dráskóczy, és több Uraságok, lakosai katolikusok, fekszik Ratkóhoz mintegy fél mértföldnyire, földgye hegyen vagyon, ’s nehezen miveltetik, réttyeit a’ vizek járják, legelője van, fája is mind a’ kétféle, piatzozása kettő közel, harmadik osztálybéli.”
1828-ban 30 házában 255 lakos élt. Lakói kezdetben állattenyésztéssel, később főként vasművességgel foglalkoztak és a közeli bányákban dolgoztak.
A 19. század közepén Fényes Elek eképpen írja le: „Poloszka, tót falu, Gömör vmegyében, Ratkóhoz északra 1/2 órányira: 19 kath., 236 evang. lak. Földei hegyoldalban feküsznek, és soványak. Találtatik itt az anyagnak egy neme, mellyel tenta helyett irni is lehet. F. u. többen. Ut. p. Rimaszombat.”
Borovszky Samu monográfiasorozatának Gömör-Kishont vármegyét tárgyaló része szerint: „Ploszkó, a ratkói völgyben fekvő tót kisközség, 33 házzal és 186 ág. h. evangelikus lakossal. 1413-ban Palazka és Polozka néven, mint a Derencsényiek birtoka szerepel. Mint ilyen az idők folyamán a Koháryak birtokába került, ma pedig Coburg herczegnek és a Latinák családnak van itt nagyobb birtoka és az utóbbinak a község közelében úrilaka, a hol Irányi Dániel a szabadságharcz után a Latinák családnál menedéket talált. Fényes Elek megjegyzi földrajzában, hogy "találtatik itt az agyagnak egy neme, mellyel ténta helyett írni is lehet." A községben nincs templom. Postája Ratkó, távírója Nagyrőcze, vasúti állomása Tornallya.”
A trianoni diktátumig Gömör-Kishont vármegye Ratkói járásához tartozott.
A háború után lakói földművesek, bányászok voltak.

## Népessége
| Év:            | 1994. | 2004.    | 2014.    | 2024.   |
| -------------- | ----- | -------- | -------- | ------- |
| Emberek száma: | 96    | 83       | 72       | 75      |
| Eltérés:       |       | -13,54 % | -13,25 % | +4,16 % |

| Év:            | 2023. | 2024.   |
| -------------- | ----- | ------- |
| Emberek száma: | 73    | 75      |
| Eltérés:       |       | +2,73 % |

1910-ben 161, túlnyomórészt szlovák lakosa volt.
2001-ben 79 lakosából 70 szlovák volt.
2011-ben 74 lakosából 72 szlovák.

## Nevezetességei
- Az egykori vaskohászat emléke az 1814-ben épített vashámor épülete.
- A falutól nem messze, az erdőben kis tó található.

## Külső hivatkozások
- Községinfó
- Poloszkó Szlovákia térképén
- Poloszkó a Gömöri régió honlapján Archiválva 2016. március 4-i dátummal a Wayback Machine-ben
- Tourist-channel.sk
- E-obce.sk Archiválva 2007. augusztus 19-i dátummal a Wayback Machine-ben